# Frank Ferrer
Frank Ferrer (ur. 25 marca 1966 w Nowym Jorku) –  amerykański perkusista. Były członek zespołu rockowego Guns N’ Roses.
Wcześniej występował u boku Psychedelic Furs, Honky Toast, Pissner, The Compulsions, The Beautiful, Love Spit Love.
Zainspirowany muzyką zespołu KISS (1977) jedenastoletni Frank postanowił zostać muzykiem.
Wraz z Love Spit Love Ferrer nagrał utwór How Soon is Now? na ścieżkę dźwiękową filmu The Craft, ponadto Ferrer współpracował z wieloma znanymi muzykami oraz nagrywał m.in. z takimi artystami, jak: Robi Rosa, Sarah Clifford, Gordan Gano, The The.
W 2006 roku Thunderchucker dołączył do Guns N’ Roses. Początkowo w zespole pełnił rolę zastępcy Bryana Mantiego.  W 2025 roku przestał być perkusistą zespołu. Według oświadczenia, muzycy rozstali się w przyjaznej atmosferze. Ostatni koncert Franka Ferrera z Guns and Rosses odbył się 5 listopada 2023 roku w Meksyku.
Poślubił Magdalenę Ciećkę w 2022 roku.